# Tòpic literari
Un tòpic literari és un tema que s'expressa en literatura a través d'una frase cèlebre i que es pot recrear en composicions posteriors sense fer esment explícit d'aquesta frase, però que el receptor evoca en llegir el text. Els tòpics literaris formen part del cànon i apareixen sovint en llengües i èpoques diferents. La frase que resumeix el tòpic sol ser un proverbi o una cita d'un clàssic famós, especialment en llatí. "Tòpic" (del grec topikós, ‘lloc') i "lloc comú" volen dir el mateix. En la retòrica antiga, un tòpic era un conjunt de fórmules o clixés fixos que els escriptors feien servir sovint. En el llenguatge popular, un tòpic és una expressió trivial emprada sistemàticament en el mateix sentit.

## Ernst Robert Curtius i latopologia literària
La topologia, com a mètode d'anàlisi crítica d'obres literàries, és la principal  aportació del cèlebre filòleg i romanista alsacià Ernst Robert Curtius (1886-1956), especialment quan allò sotmès a estudi són autors o èpoques amb un fort component de tradició. Els orígens de la topologia literària, de fet, es poden trobar en Aristòtil i en l'antiguitat clàssica, però és Curtius qui en fa un ús metonímic i l'estableix com a mètode primordial d'investigació literària, històrica i cultural. Per a Curtius, els topoi són allò que, més enllà de manifestar-se com a forma de persuasió en la retòrica clàssica, s'han establert com “les unitats cognitives indispensables de la producció literària, la recepció i la interpretació”
Per Curtius, els topoi “representen dades concretes, empíricament verificables, que es manifesten —a través de llur pervivència en successius períodes— com a constants de totes les formes literàries”;"(...) són concrets en tant que són autèntics residus d'un moment històric i, alhora, constants a la literatura, símbols de la persistència de l'esperit humà”. Curtius sosté que en l'origen dels nous topoi es fa possible descobrir “indicis del canvi en la psicologia” en la història occidental, tot al·ludint a la teoria dels arquetips de Carl Jung com a confirmació d'aquests supòsits. En efecte, per a Curtius els topoi són una mena de "veritats atemporals", recurrents, que perduren en el temps, donant coherència i consistència a la totalitat de la producció literària europea.
Segons Curtius, hi ha diversos tipus de tòpics literaris: tòpics històrics, tòpics de l'oratòria consolatòria, tòpics de falsa (o afectada) modèstia, tòpics de conclusió, tòpics d'invocació de la natura, etc.
Bona part de la monumental  Europäische Literatur und Lateinisches Mittelalter (1948) es fonamenta sobre la tesi dels tòpics literaris, i en això rau la seva originalitat i popularitat. No obstant això, l'obra de Curtius també va generar certes crítiques. Alguns l'han titllada d'exageradament eurocèntrica, ja que  l'autor és massa preocupat en demostrar la unitat de la literatura europea arrelada en la tradició llatina, tot obviant les influències eslaves i orientals. A més, per altres, la seva teoria dels tòpics literaris és mancada de rigor en la seva formulació i, a força de ser tan emfatitzada, negligeix el paper de l'individu com a creador en la poesia romànica.

## Tòpics cèlebres
- Nosce te ipsum: crida a l'autoconeixement
- Homo viator: la vida com un viatge
- Edat d'or: un passat idealitzat enfront de la corrupció present
- Carpe diem: cal aprofitar el present perquè el temps no s'atura
- Beatus ille: els feliços són els que tenen una vida senzilla o rural
- Locus amoenus: descripció d'un lloc ideal
- Ubi sunt: nostàlgia d'allò perdut o passat
- Omnia vincit amor: l'amor ho pot tot i és el fi de tots els personatges
- L'amor és cec: l'enamorat no veu els defectes ni problemes ni es deixa guiar per les convencions
- La mort igualadora: tots els homes són mortals, sense distinció de classes
- Fortuna mutabile: la sort canvia
- Justícia poètica: de manera natural, la bondat és premiada i la maldat castigada[6]